# Dagmar Godowsky
Dagmar Godowsky (Chicago, 24 novembre 1897 – New York City, 13 febbraio 1975) è stata un'attrice statunitense.

## Biografia
Figlia del compositore Leopold Godowsky, fu attrice di cinema muto dal 1919 al 1926. Il suo esordio avvenne con The Red Lantern, del regista francese Albert Capellani, e l'ultimo film da lei interpretato fu In Borrowed Plumes.
Nel 1921 sposò l'attore Frank Mayo, ma le nozze furono annullate sette anni dopo, poiché Mayo risultò già sposato. Risposatasi con James Sloane, il matrimonio durò solo il tempo della cerimonia. Nel 1958 pubblicò la sua autobiografia, First Person Plural. The Lives of Dagmar Godowsky, nella quale scrisse, tra l'altro, di aver avuto «due mariti miei e molti delle mie amiche». 

## Filmografia parziale
- La lanterna rossa (The Red Lantern), regia di Albert Capellani (1919)
- Virtuous Sinners, regia di Emmett J. Flynn (1919)
- Bonds of Honor, regia di William Worthington (1919)
- The Kid and the Cowboy, regia di B. Reeves Eason - cortometraggio (1919)
- Più forte della morte (Stronger Than Death), regia di Herbert Blaché e Charles Bryant (1920)
- Il diamante azzurro (The Peddler of Lies), regia di William C. Dowlan (1920)
- The Forged Bride, regia di Douglas Gerrard (1920)
- The Path She Chose, regia di Phil Rosen (1920)
- Ostacoli (Hitchin' Posts), regia di John Ford (1920)
- The Marriage Pit, regia di Frederick A. Thomson (1920)
- Honor Bound, regia di Jacques Jaccard (1920)
- Primavera nordica (The Trap), regia di Robert Thornby (1922)
- The Altar Stairs, regia di Lambert Hillyer (1922)
- The Strangers' Banquet, regia di Marshall Neilan (1922)
- L'amante del cuore (The Common), regia di George Archainbaud (1923)
- Red Lights, regia di Clarence G. Badger (1923)
- Roulette, regia di Stanner E.V. Taylor (1924)
- Virtuous Liars, regia di Whitman Bennett (1924)
- The Story Without a Name, regia di Irvin Willat  (1924)
- Meddling Women, regia di Ivan Abramson (1924)
- Greater Than Marriage, regia di Victor Hugo Halperin (1924)
- Notte nuziale (A Sainted Devil), regia di Joseph Henabery (1924)
- The Price of a Party, regia di Charles Giblyn (1924)
- Playthings of Desire (1924)
- Celebritypes, regia di Ray Koster (1924)
- The Lost Chord, regia di Richard Smith - cortometraggio (1925)
- Camille of the Barbary Coast, regia di Hugh Dierker (1925)
- In Borrowed Plumes, regia di Victor Hugo Halperin (1926)